# Ali Zayn al-Abidin

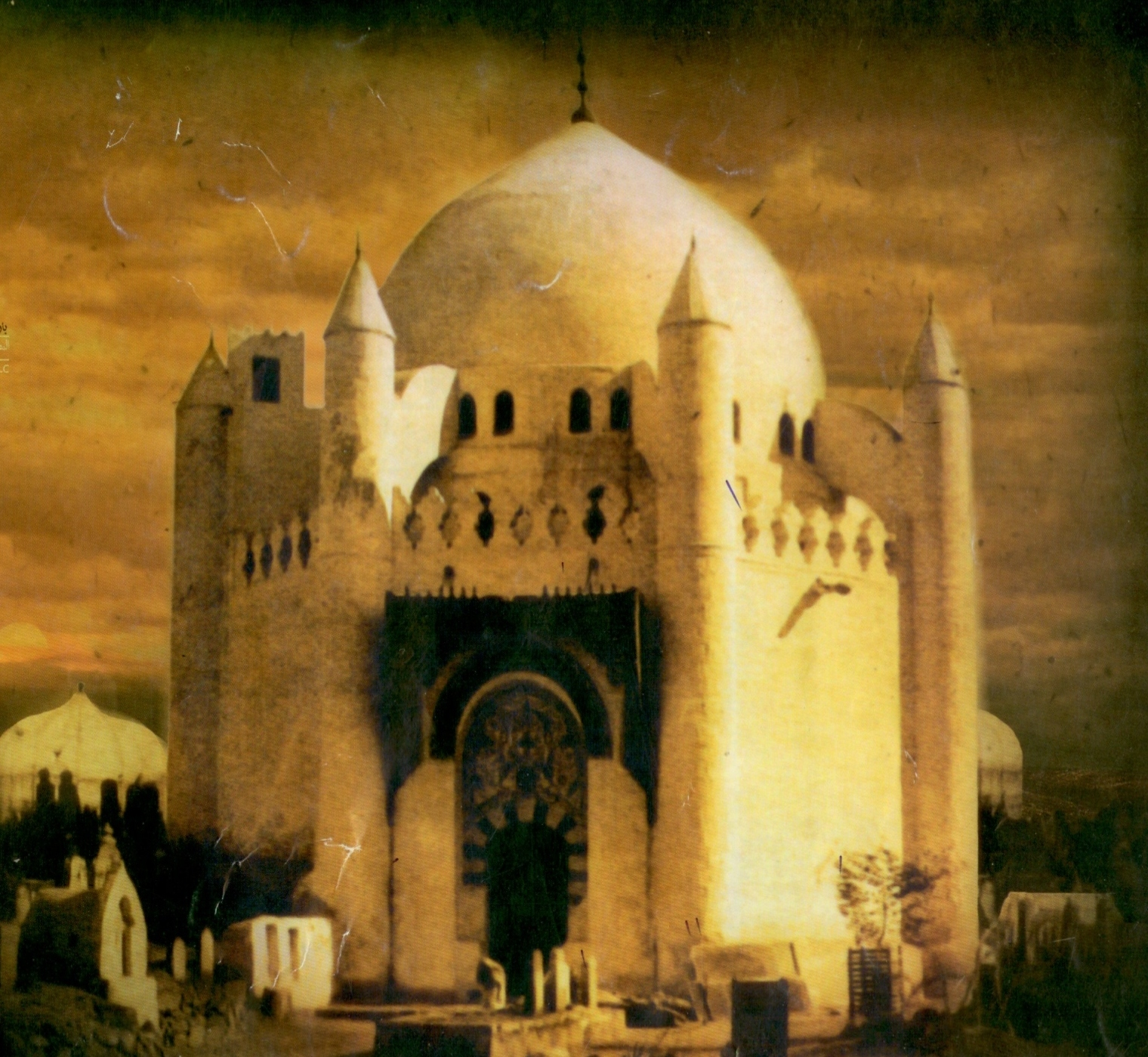
Ali Zayn al-Abidins helgedom i Jannatul Baqi i Medina innan den demolerades av saudierna.

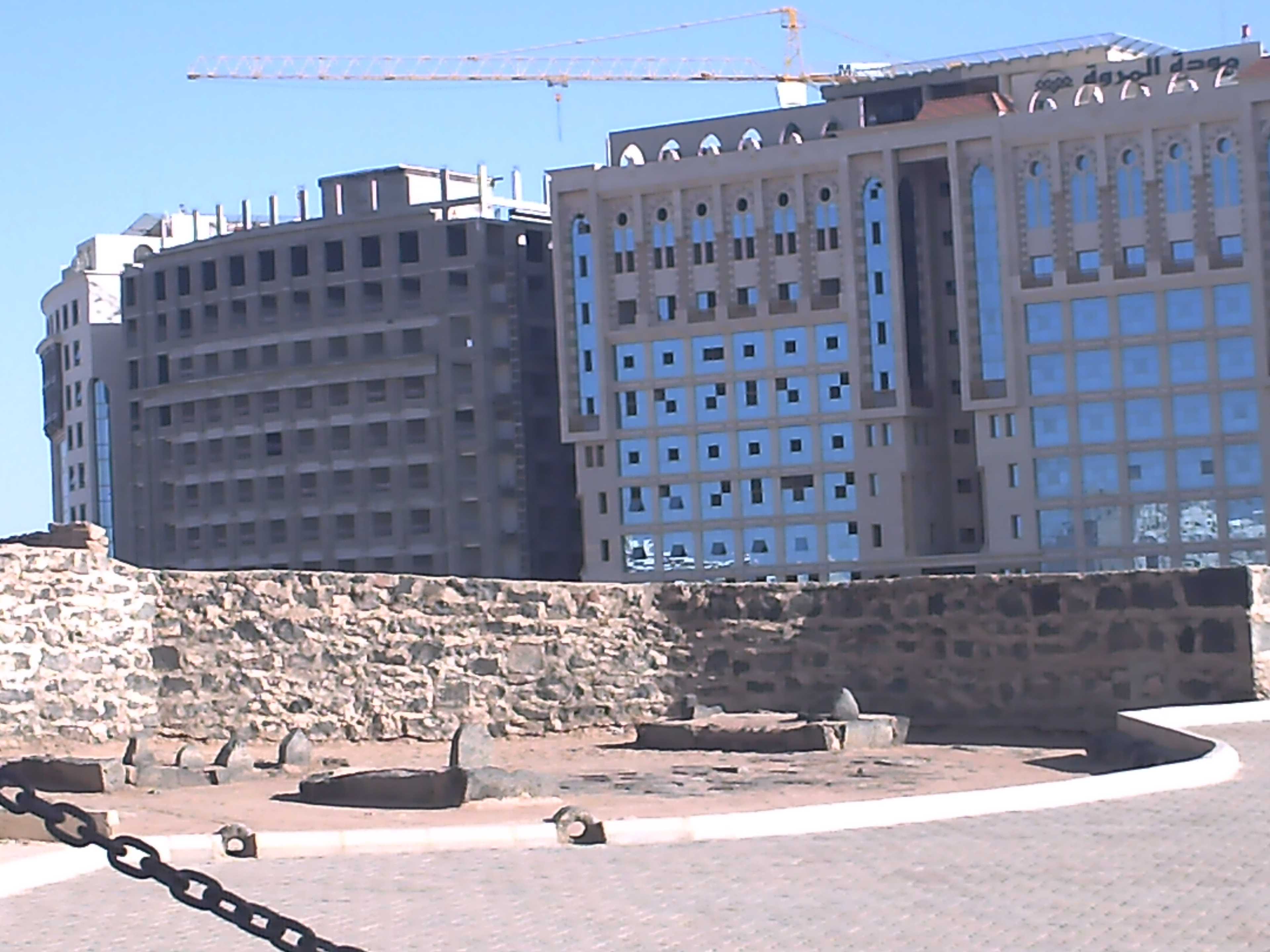
Imam Zayn al-Abidins grav i Medina.

Ali Zayn al-Abidin, eller Ali ibn Hussayn (stavas även Ali ibn Hussain eller Hussein) (arabiska: علي بن حسين زين العابدين) född 658 i Medina, död 713 i Medina, var shiaimam (den fjärde enligt imamiterna och zayditerna men den tredje enligt ismailiterna). Han var politiskt passiv hela sitt liv men umayyaderna blir trots det orsaken till hans död. Han var son till imam Husayn ibn Ali.

## Liv
Under sitt liv höll imam Zayn al-Abidin predikningar inför folk, upplyste dem om slaget vid Karbala där hans far Husayn hade mördats av kalifen Yazid I:s armé, och om sin fångenskap efter slaget i Karbala då han fördes till Kufa och Levanten som fånge. Vid olika tillfällen grät han och på så vis refererade han till det förtryck som hans far hade drabbats av i Karbala. På så vis påminde han folk vid flera tillfällen om umayyadernas förtryck och brottsligheter.

### I Kufa
Efter slaget i Karbala fördes Ali ibn al-Husayn och kvinnorna och barnen till Kufa som fångar, tillsammans med Husayns och hans anhängares huvuden. Enligt den shiamuslimska författaren Sheikh Mufid bars fångarna på osadlade kameler och kedjor placerades runt Alis blödande hals medan han sargades av sjukdom. Kufakvinnor började gråta vid åsynen av fångarna, och Ali sägs ha kommenterat att "De gråter och klagar över oss! Så vem har dödat oss?"
Kufas guvernör Ubaydullah ibn Ziyad är känd för att ha behandlat fångarna med stort förakt. Ibn Ziyad hade först för avsikt att döda Ali men avråddes. Sharif al-Qarashi skriver att, under intrycket att alla Husayns söner dödades i Karbala, frågade Ibn Ziyad Ali: "Dödade inte Gud Ali ibn al-Husayn?" Till detta svarade Ali: "Jag brukade ha en äldre bror, som också hette Ali [al-Akbar], som ni dödade. Han kommer att kalla på er på domedagen." "Gud dödade honom", ropade Ibn Ziyad. Ali citerade sedan från verserna 39:42 och 3:145 i Koranen, om att Gud tar iväg själarna vid tidpunkten för deras död; ingen dör utom med Guds tillåtelse. Vilket antyder att Gud inte dödar. Ibn Ziyad blev arg över detta svar och beordrade att Ali skulle avrättas. Han räddades dock efter att Husayns syster Zaynab vädjat till Ibn Ziyad.

### I Damaskus
Ali och de andra överlevande skickades sedan till Yazid i Damaskus, som tilltalade fångarna strängt, vilket Ali och Zaynab svarade på samma vis. Yazid sägs dock ha ångrat massakern senare, möjligen av rädsla för allmänhetens ramaskri. Han skickade Muhammeds ättlingar tillbaka till Medina efter att ha kompenserat dem för deras stulna egendomar. Ytterligare information tillhandahålls av shiitiska källor. Det sägs till exempel att Yazid firade tillfället, förde fångarna inför sina gäster och offentligt gladde sig över Husayns huvud. Ali bad om tillstånd att hålla ett tal, vilket inte beviljades. Yazid gav dock efter på begäran av sina gäster och Ali försvarade Ahl al-Bayt i ett tal som avbröts, på Yazids order, av kallelsen till bön (adhan). När böneutroparen tillkännagav: "Jag vittnar om att Muhammed är Guds sändebud," frågade Ali ibn al-Husayn: 
Yazid, är Muhammed din förfader eller min? Om du säger att han är din är du en lögnare, och om du säger att han är min, varför dödade du då hans familj?

### Sorg över slaget vid Karbala
Flera källor har konstaterat Zayn al-Abidins djupa sorg över slaget vid Karbala. Han deltog dock inte i slaget eftersom han var allvarligt sjuk och låg i ett tält. Det har sagts att han i 34 år grät så fort mat placerades framför honom. En dag sa en assistent till honom: "O son till Guds Sändebud! Är det inte tid för att din sorg når sitt slut?" Han svarade: "O person! Du gjorde inte rättvisa genom att säga detta! Profeten Jacob hade tolv söner, och Gud gjorde så att en av dem försvann. Hans ögon hade blivit vita från att gråta konstant, hans huvud hade blivit grått av sorg, och hans rygg hade blivit böjd av dysterhet (se Koranen 12:84), trots att hans son var i livet i denna värld. Men jag såg medan min far, min bror, min farbror, och 17 medlemmar från min familj slaktades runt omkring mig. Hur skulle min sorg kunna nå ett slut?" (Från Shaykh al-Saduq, al-Khisal; citerat i al-Ameen, A'yan, IV, 195. Samma sak är citerat från Ibn Shahrashubs bok Manaqib i Bihar al-Anwar, XLVI, 108; Cf. liknande rapporter, Ibid, s. 108-110)

## Personlighet
Ali sägs ha köpt och befriat dussintals slavar i sitt liv. Donaldson beskriver tillfället då en slav av misstag hällde varm soppa över Ali och han befriade slaven istället för att skälla ut honom. Kohlberg skriver att även om Hisham ibn Ismail, guvernören i Medina, betedde sig illa mot Ali, förbjöd den senare hans familj och vänner att tala illa om Hisham när kalifen skickade iväg honom.

## Död
Zayn al-Abidin sägs ha blivit förgiftad i Medina på anstiftan av den regerande umayyadkalifen al-Walid, eller hans bror Hisham. Året för hans död rapporteras som 712 (94 AH) eller 713 (95 AH) och han är begravd bredvid sin farbror Hasan begravningsplatsen al-Baqi i Medina. Enligt Madelung upptäckte många människor efter hans död att deras försörjning hade kommit från Ali. Han brukade gå ut varje kväll med en säck mat på ryggen, knacka på dörren till de fattiga och ge fritt till den som svarade medan han täckte sitt ansikte för att förbli anonym.

## Verk

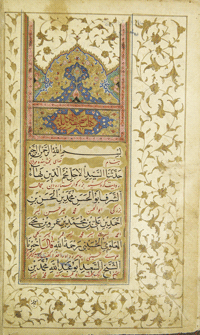
Sahifa Sajjadiyya.

Denna shiaimam har gett upphov till den berömda boken as-Sahifa al-Kamilah al-Sajjadiyya (Hela Sajjads bok), som är en samling åkallelser och böner. Sajjad är ett smeknamn till Zayn al-Abidin och betyder "den som konstant bugar mot marken [i bön]". Boken kallas för "Koranens syster" och "Ahl al-Bayts psalmer" av shiamuslimer.
Risalat al-Huquq (Avhandlingen om rättigheter) är den enda boken som attribueras till imam Zayn al-Abidin, förutom åkallelser eller relativt korta uttalanden och brev. Denna bok innehåller uttalanden om 51 rättigheter tillhörande bland annat Gud, en själv, ens tunga, hörsel, syn och händer m.m.

### Källhänvisningar
1. 1 2  Али Зайн аль-Абидин, Islamskij entsiklopeditjeskij slovar'.[källa från Wikidata]
2. ↑  Мухаммад Бакир, Islamskij entsiklopeditjeskij slovar'.[källa från Wikidata]
3. ↑  admin. ”Imamen (fvmh) och förbättrandet av samhället – imam sajad (fmvh)”. https://imamsajad.se/sv/imamen-fvmh-och-forbattrandet-av-samhallet/. Läst 27 mars 2020.
4. ↑  Momen 1985, s. 30.
5. ↑  Sharif al-Qarashi 2000, s. 107
6. ↑  Haider 2022.
7. 1 2  Kohlberg 2022.
8. ↑  Sharif al-Qarashi 2000, s. 108–109
9. 1 2  Madelung 1985.
10. 1 2  Veccia Vaglieri 2022.
11. 1 2  Momen 1985, s. 31.
12. ↑  Sharif al-Qarashi 2000, s. 111–114
13. 1 2  ”Translator's Introduction” (på engelska). Al-Islam.org. 27 januari 2013. https://www.al-islam.org/sahifa-al-kamilah-sajjadiyya-imam-zain-ul-abideen/translators-introduction. Läst 15 april 2019.
14. ↑  Imam Ali ubnal Husain 2009, p. 10.
15. ↑  Sharif al-Qarashi 2000, p. 163.
16. ↑  Baqestani & Emadi Haeri 2017.
17. ↑  Donaldson 1933, s. 109
18. ↑  Momen 1985, s. 37.
19. ↑  Donaldson 1933, s. 110, 11.
20. ↑  Madelung 1985, s. 137–138.
21. ↑  Momen 1985, s. 36–37.
22. ↑  Moosa 1987, s. 92.
23. ↑  ”Treatise On Rights (Risalat al-Huquq)” (på engelska). Al-Islam.org. 27 januari 2013. https://www.al-islam.org/sahifa-al-kamilah-sajjadiyya-imam-zain-ul-abideen/treatise-rights-risalat-al-huquq. Läst 15 april 2019.